# Difenoxylat
Difenoxylat (namn enligt IUPAC-nomenklatur etyl-1-(3-cyano-3,3-difenylpropyl)-4-fenylpiperidin-4-karboxylat, summaformel C30H32N2O2), är ett centralt aktivt opioidläkemedel i fenylpiperidinserien som används som kombinationsläkemedel med atropin för behandling av diarré. Difenoxylat är en opioid och verkar genom att bromsa tarmkontraktioner. Det ska inte ges till barn på grund av risken för andningsstopp och ska inte ges till personer med Clostridium difficile-infektion.

## Historik
Difenoxylat syntetiserades först av Paul Janssen på Janssen Pharmaceutica 1956 som en del av en läkemedelskemisk undersökning av opioider. Det patenterades 1959 av Janssen. Varunamn i Sverige är Retardin.
Difenoxylat och atropin har studerats i små försök som en behandling av fekal inkontinens. Det verkar dock vara mindre effektivt och har mer negativa effekter jämfört med loperamid eller kodein.

## Framställning
Difenoxylat framställs genom att kombinera en råvara till normetadon med norpetidin. Loperamid (Imodium) och bezitramid är analoga substanser. Liksom loperamid har det en metadonliknande struktur och en piperidindel.

## Medicinsk användning
Difenoxylat används för att behandla diarré hos vuxna. Det är endast tillgängligt som ett kombinationsläkemedel med en subterapeutisk dos av atropin för att förhindra missbruk.
Det ska inte ges till barn på grund av risken för andningsdepression. Det verkar inte vara skadligt för ett foster men riskerna har inte undersökts fullt ut.
Det bör inte tas tillsammans med andra centrala depressiva medel som alkohol, eftersom detta kan öka dess risker.
Det ska inte användas för personer med diarré orsakad av en infektion, till exempel med Clostridium difficile-infektion, eftersom bromsningen av peristaltik kan förhindra utrensning av den smittsamma organismen.

## Biverkningar
Läkemedelsetiketten (i vissa jurisdiktioner) har varningar med avseende på risken för andningsdepression, antikolinerg toxicitet och opioidöverdos, risken för uttorkning och elektrolytobalans som personer med svår diarré alltid får och giftigt megakolon hos personer med ulcerös kolit.
Andra biverkningar i olika grad är risk för domningar i händer och fötter, eufori, depression, slöhet, förvirring, dåsighet, yrsel, rastlöshet, huvudvärk, hallucinationer, ödem, nässelfeber, svullet tandkött, klåda, kräkningar, illamående, aptitlöshet, och magont.

## Farmakologi
Difenoxylat metaboliseras snabbt till difenoxin och elimineras mestadels i avföring men också i urin.
Liksom andra opioider verkar difenoxylat genom att bromsa tarmkontraktioner, vilket gör att kroppen kan konsolidera tarminnehållet och förlänga transittiden, vilket i sin tur gör att tarmarna kan dra fukt ur dem i normal eller högre takt och därför stoppa bildandet av lös och flytande avföring. Atropinet är ett antikolinergt medel och är närvarande för att förhindra drogmissbruk och överdosering.

## Säkerhet
Substansen är narkotikaklassad och ingår i förteckningen N I i 1961 års allmänna narkotikakonvention, samt i förteckning II i Sverige.
I USA klassificeras läkemedel som innehåller difenoxylat i kombination med atropinsalter som schema V-kontrollerade ämnen. (Difenoxat i sig är ett schema II-kontrollerat ämne.)
Det finns på schema III i den allmänna narkotikakonventionen, endast i former som enligt den gula listan innehåller: "högst 2,5 milligram difenoxylat beräknat som bas och en mängd atropinsulfat som motsvarar minst 1 procent av dosen difenoxylat".